# Merimetsa

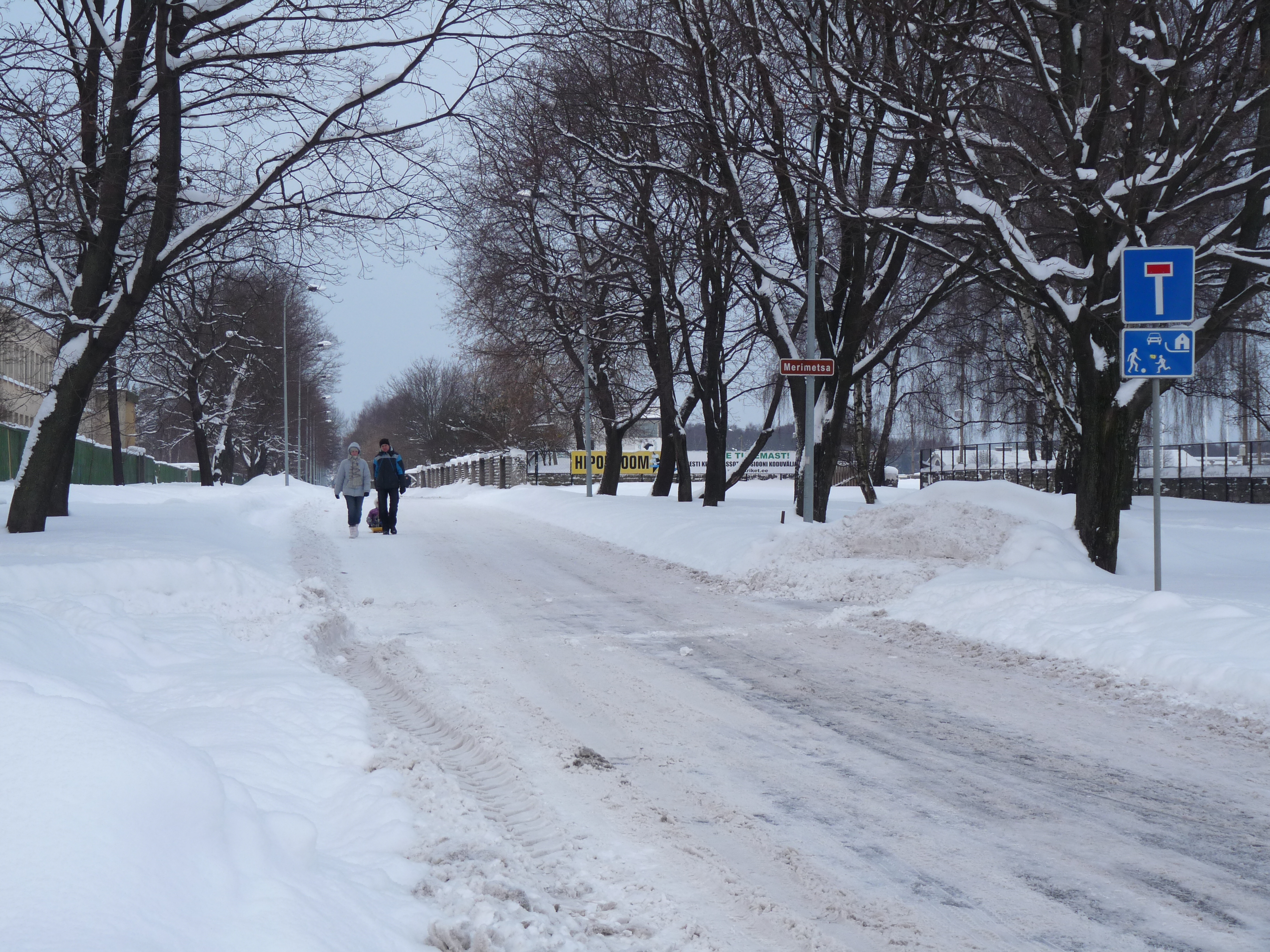
Merimetsa på vintern

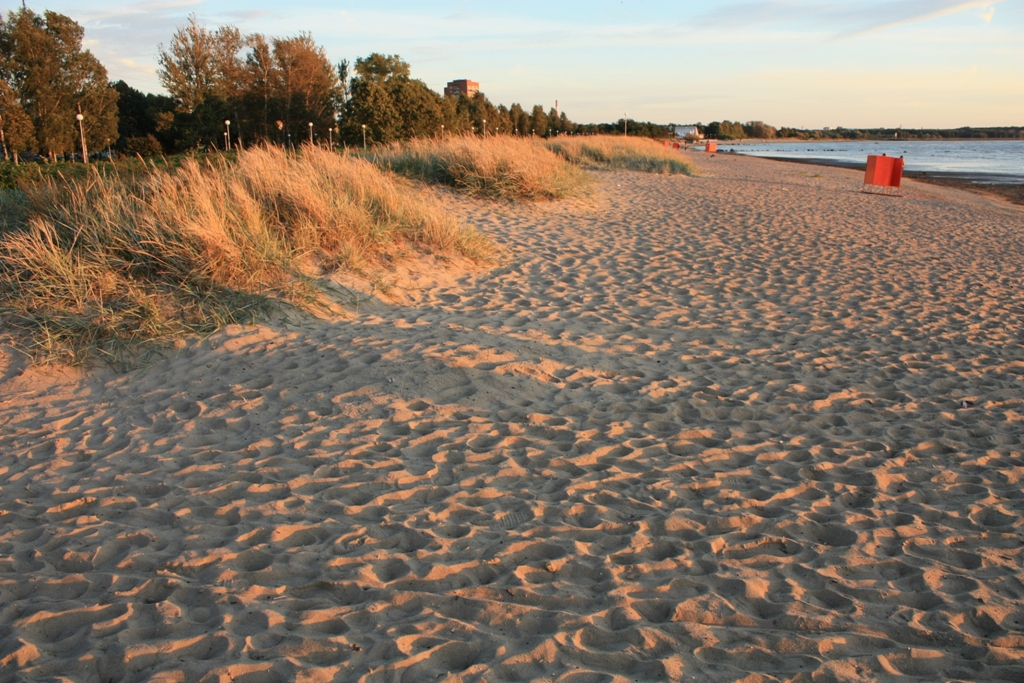
Stroomi-stranden (Stroomi rand)

Merimetsa är en stadsdel i distriktet Põhja-Tallinn i Estlands huvudstad Tallinn. Stadsdelen består till större delen av skogs/parkområdet Merimets (estniska för "Havsskogen"), även kallat Stroomi mets. 4 invånare (2014). I stadsdelen finns sedan 1970 en psykiatrisk klinik. 